# Jacques Berlioz (historien)
Pour les articles homonymes, voir Jacques Berlioz et Berlioz (homonymie).
Jacques Berlioz, né le 9 novembre 1953 à Chambéry, est un historien français.

## Biographie
Ancien élève de l'École nationale des chartes, il en sort en 1977 avec une thèse sur le Tractatus de diversis materiis predicabilibus d'Étienne de Bourbon.
Il est ensuite membre de l'École française de Rome puis directeur des services d'archives du Jura (1979), avant d'être nommé chargé de recherches au CNRS (1982). Il devient en 1997 directeur de recherche au CNRS. Il enseigne également dans les universités de Lyon 2, Lausanne, Genève et Fribourg.
Il codirige avec Olivier Guyotjeannin la collection « L'Atelier du médiéviste » aux éditions Brepols. Il est membre du comité de rédaction de la revue L'Histoire.
De 2006 à 2011, il est directeur de l'École nationale des chartes. Depuis septembre 2011, il est rattaché au Centre de recherches historiques (École des hautes études en sciences sociales - Centre national de la recherche scientifique) à Paris.
Depuis novembre 2011, il est Président du conseil d'administration de l'École française d'extrême orient, Paris. Il est reçu en 2014 à l'Académie des sciences, belles-lettres et arts de Savoie, avec pour titre académique titulaire non résidant.

## Publications
- Guide du généalogiste et du biographe dans le Jura, CDDP du Jura, Dole, 1980 (avec Christian Rochet) (ISBN 2-86039-000-6).
- Catalogue des journaux et périodiques conservés dans le département du Jura, Archives départementales du Jura, Montmorot, 1981.
- Saints et damnés : la Bourgogne du Moyen-Âge dans les récits d'Étienne de Bourbon, inquisiteur (1190-1261), Les Éditions du Bien Public, 1989  (ISBN 2-905441-24-0).
- Saint-Bernard en Bourgogne : lieux et mémoires, les Éditions du Bien public, Dijon, 1990 (avec Patrick Arabeyre et Philippe Poirrier)  (ISBN 2-905441-26-7).
- Les Exempla médiévaux, GARAE-Hésiode, Carcassonne, 1992, (Directeur avec Marie-Anne Polo de Beaulieu) (ISBN 2-906156-19-1).
- Vies et légendes de Saint Bernard : création, diffusion, réception. Actes des rencontres de Dijon. 6 et 7 juin 1991, Cîteaux, Cîteaux, commentarii cistercienses, 1993, (avec Philippe Poirrier et Patrick Arabeyre).
- Identifier sources et citations, Brepols, coll. « L'Atelier du médiéviste », Paris, 1994, (Directeur, ouvrage collectif) (ISBN 2-503-50311-X).
- Moines et religieux au Moyen Âge, Seuil, coll. « Points histoire », Paris, 1994, (Directeur, ouvrage collectif) (ISBN 2-02-022685-5).
- "Tuez-les tous, Dieu reconnaîtra les siens", la croisade contre les Albigeois vue par Césaire de Heisterbach, Loubatières, Toulouse, 1994  (ISBN 2-86266-215-1).
- Le Commentaire de documents en histoire médiévale, Seuil, Paris, 1996  (ISBN 2-02-023126-3).
- Catastrophes naturelles et calamités au Moyen Âge, Ed. del Galluzzo, Florence, 1998.  (ISBN 88-87027-19-6).
- Les Exempla médiévaux. Nouvelles perspectives, H. Champion, Paris, 1998, (Directeur avec Marie-Anne Polo de Beaulieu) (ISBN 2-85203-943-5).
- Le Pays cathare. Les religions médiévales et leurs expressions méridionales, Seuil, coll. « Points histoire », 2000  (ISBN 2-02-040435-4).
- Stephani de Borbone Tractatus de diuersis materiis predicabilibus. Prologus. Pars prima, « de dono timoris », Brepols, Turnhout, 2002, (avec Jean-Luc Eichenlaub)  (ISBN 2-503-04241-4).
- Stephani de Borbone Tractatus de diversis materiis predicabilibus. Tertia pars, « de dono scientie », Brepols, Turnhout, 2006  (ISBN 2-503-04245-7).
- Le Tonnerre des exemples. Exempla et médiation culturelle dans l'Occident médiéval, Presses universitaires de Rennes, Rennes, 2010, (Directeur avec Marie-Anne Polo de Beaulieu et Pascal Collomb) (ISBN 978-27535-1220-7).
- Collectio exemplorum Cisterciensis in codice Parisiensi 15912 asseruata, Brepols, Turnhout, 2012, (Directeur avec Marie-Anne Polo de Beaulieu) (ISBN 978-2-503-54004-7).
- Se donner à la France ? Les rattachements pacifiques de territoires à la France (XIVe – XIXe siècle)  (direction de l'ouvrage avec Olivier Poncet), Paris, Publications de l'École nationale des chartes, coll. « Études et rencontres » (no 39), 2013, 148 p. (ISBN 978-2-35723-031-6, lire en ligne).